# Waldenser

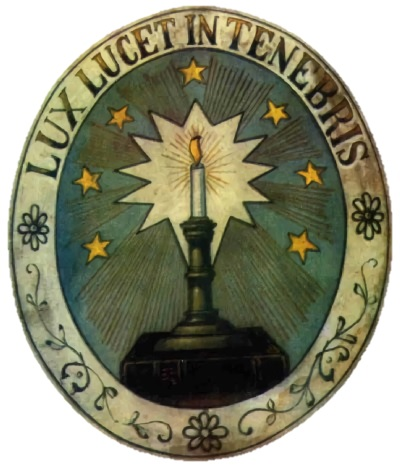
Das Wappen der Waldenser: Leuchter mit Umschrift Lux lucet in tenebris „Das Licht leuchtet in der Finsternis“

Die Waldenser sind eine "vorreformatorische" protestantische Kirche, die gegenwärtig noch in Italien und einigen Ländern Südamerikas verbreitet ist. Ursprünglich als Gemeinschaft religiöser Laien Ende des 12. Jahrhunderts durch den Lyoner Kaufmann Petrus Valdes in Südfrankreich gegründet, wurden die apostolische Armut predigenden Waldenser, genannt auch Arme von Lyon, während des Mittelalters von der katholischen Kirche ausgeschlossen und als Häretiker durch die Inquisition verfolgt. Trotz der Zwangsmaßnahmen breiteten sich ihre Glaubensvorstellungen rasch in Europa aus und beeinflussten später auch die evangelischen Kirchen der Reformationszeit. Die Waldenser verstehen sich als Teil und wichtiger Vorläufer des reformierten Protestantismus, die Kirchen sind sehr schlicht und haben weder Altar noch Kreuz.
Ein wichtiges Rückzugsgebiet waren die Waldensertäler in den Westalpen, im Piemont an der Grenze zu Savoyen. Doch auch dort kam es Ende des 17. Jahrhunderts zu Vertreibungen, in deren Folge in Südwestdeutschland und in Hessen mehrere Tausend Waldenser, vielfach in neuen Siedlungen, eine neue Heimat fanden.
Die Bezeichnung Waldenser wurde im Piemont, in Savoyen, Frankreich, in der Schweiz und in den Niederlanden oft zum Synonym nicht nur für Häretiker schlechthin, sondern von ihren Gegnern mit Hexen, Zauberern, Magiern und Astrologen in Teufelsdiensten gleichgedeutet.
Weltweit zählt die Evangelische Waldenserkirche heute etwa 98.000 Mitglieder, davon allein 47.500 in Italien, wo sie seit 1979 mit den Methodisten eine gemeinsame Kirche bilden, die Chiesa Evangelica Valdese (englisch Union of the Methodist and Waldensian Churches).

## Geschichte
Die Wurzeln der Waldenser sind im Kontext eines gesellschaftlichen Phänomens zu sehen, das eine große Anzahl von Laien im ausgehenden 12. Jahrhundert erfasste: Aufgrund verschiedener Ursachen, insbesondere aber weil sie die „Verweltlichung und die Unwürdigkeit des Klerus […] für den Niedergang des religiösen Lebens verantwortlich machten“, versuchte eine zunehmende Zahl an Christen in Europa, sich selbst aktiv religiös zu betätigen und in freiwillig gewählter Armut dem Vorbild der Apostel Christi folgend das Evangelium zu verkündigen (Vita apostolica). Aus dem großen Kreis dieser Laien sollten sowohl die als häretisch verurteilten Gemeinschaften der Waldenser und der Humiliaten hervorgehen als auch kirchlich anerkannte Orden, etwa die Franziskaner. Aufgrund der theologischen Parallelen zur Reformation werden die Waldenser auch als vorreformatorisch betrachtet – so bezeichnete etwa der im 16. Jahrhundert wirkende Matthias Flacius Illyricus, ein lutherischer Theologe istrischer Herkunft, die Waldenser in seinem Catalogus testium veritatis als „Protestanten vor der Reformation“.

### Petrus Valdes
Valdes († vor 1218), ein reicher Kaufmann aus Lyon, gab nach einem Läuterungserlebnis sein Vermögen auf, organisierte um 1176/77 Armenspeisungen und hielt mit seinen Anhängern Wanderpredigten auf Basis volkssprachlicher Evangelienübersetzungen ab. Es kam unausweichlich zum Konflikt mit der katholischen Kirche, weil diese das Recht auf Predigt ihrem eigenen Klerus vorbehalten sah, und weil die Freigabe des Predigtrechts an Laien die Kirche in ihrer Existenz grundlegend in Frage gestellt hätte. Valdes wurde 1182/83, nachdem er dem durch den Lyoner Erzbischof Jean Bellesmains verhängten Predigtverbot nicht Folge leisten wollte, von diesem exkommuniziert und mit seinen Anhängern aus der Umgebung der Stadt vertrieben. Die Waldenser verbreiteten sich danach zunächst in Südfrankreich und von dort aus in viele Gegenden Europas.

### Kennzeichen der frühen Waldenser
Die frühen Anhänger von Valdes, sowohl Männer als auch Frauen, verzichteten auf persönlichen Besitz, lebten von selbstversorgender Arbeit oder vom Betteln, trugen einfache Gewänder und Sandalen und wurden deshalb in Südfrankreich als Arme von Lyon (auch: Leonisten) bezeichnet. Sie ließen sich die Bibel in die Volkssprache übersetzen und folgten dem biblischen Auftrag Christi an seine Jünger: Verkündet das Evangelium allen Geschöpfen (Mk 16,15 ) und hielten als Wanderprediger Predigten ab. Zwar wurden Missstände in der katholischen Kirche von den Armen von Lyon stets kritisiert, doch betrachteten sie sich selbst zunächst durchaus noch als Mitglieder dieser Kirche. Dies änderte sich, nachdem die Armen von Lyon trotz Predigtverbot die öffentliche Verkündigung der Evangelien nicht aufgeben wollten und die Armutsbewegung förderten, weshalb sie von kirchlicher Seite zunehmend als Häretiker betrachtet wurden. Als solche wurden sie erstmals in der im Jahr 1184 nach dem Konzil von Verona niedergelegten Bulle Ad Abolendam aufgeführt. Die Armen von Lyon beharrten ihrerseits auf biblizistischen Lesarten der Evangelien und Anschauungen, die jenen der katholischen Kirche zuwiderliefen. Daneben entwickelten die norditalienischen Waldenser, die Lombardischen Armen, die nicht von Spenden, sondern (ähnlich wie die Humiliaten) von Handarbeit in Arbeitsgemeinschaften (Werkkommunen) lebten, eigene Vorstellungen.

Mit der Ablehnung der Heiligenverehrung wurden Standpunkte von Claudius von Turin aus dem 9. Jahrhundert aufgegriffen. Eine direkte Inspiration durch dessen Werke ist jedoch nicht belegt.
Zusammenfassend lassen sich die frühen Waldenser in religiöser Auffassung und Lebensart in folgender Weise kennzeichnen:
- hohe Bedeutung des persönlichen Bibelstudiums
- hohe Bedeutung der Beichte
- Verbreitung des Evangeliums durch Laienprediger (Predigt)
- Leben in freiwilliger Armut bzw. persönlicher Besitzlosigkeit (Vita apostolica)
- Ablehnung der Heiligenverehrung
- Ablehnung des Fegefeuers
- Ablehnung des Ablasses
- Ablehnung des Eides
- Ablehnung aller Kirchensatzungen
- Ablehnung der weltlichen Gerichtsbarkeit, insbesondere der Todesstrafe
- Ablehnung der dualistischen Lehre der Katharer

Im Gegensatz zu den Armen von Lyon lehnten die Lombardischen Armen die Bedeutung der sieben Sakramente ab und vertraten die donatistische Auffassung, dass Wirksamkeit und Gültigkeit der Beichte nur erlangt werden könne, wenn deren Spender selbst ein sünden- bzw. makelloses Leben führt. Noch im Lauf des Mittelalters verwischten sich diese Auffassungsunterschiede innerhalb des Waldensertums weitgehend zugunsten der Standpunkte der Lombardischen Armen.

### Verbreitung
Nach ihrer Vertreibung aus Lyon 1182/83 gewannen die Waldenser vor allem im südfranzösischen Languedoc neue Anhänger, waren aber bereits um 1184 auch in Oberitalien aktiv. In Spanien und Nordostfrankreich tauchten sie in den 1190er Jahren auf. Wenig nach 1200 dürften die Waldenser den süddeutschen Sprachraum erreicht haben. Bis 1250 existierten hier bereits starke Gemeinden, insbesondere im österreichischen Donauraum und in Bayern, aber auch in Schwaben und im oberen Rheinland. Nach Mittel-, Ost- und Norddeutschland drangen die Waldenser vermutlich erst zu Beginn des 14. Jahrhunderts vor, in dessen Verlauf es danach auch Waldenser in Polen, Böhmen, der Slowakei und Ungarn gab. Vermutlich während des 15. Jahrhunderts verschwanden die Waldenser weitgehend aus dem deutschen Sprachgebiet. Als mögliche Ursachen dafür werden die Hinwendung der Waldenser zum Hussitentum oder ein erfolgreiches Vorgehen der Inquisition gesehen. Die heutigen Waldensergemeinden in Deutschland gehen auf Wiederansiedelungen in der zweiten Hälfte des 17. Jahrhunderts zurück, z. B. in Hessen unter Thomas Gautier.
Auch in der Provence wohnten Waldenser. Sie wurden dort am Ende des Mittelalters von den Feudalherren angesiedelt, um die damals verlassenen Orte neu zu beleben. In Mérindol im Luberon fanden mehrere Waldensersynoden statt.

### Gruppen, Organisation und Bezeichnungen
Zu Beginn des 13. Jahrhunderts existierten zwei waldensische Großgruppen: Die südfranzösischen Armen von Lyon und die oberitalienischen Lombardischen Armen unter ihrem Wortführer Giovanni de Ronco. Der deutsche Sprachraum wurde von beiden Gruppen missioniert. Obwohl 1218 ein Einigungsversuch zwischen Armen von Lyon und Lombardischen Armen bei einer eigens dafür einberufenen Versammlung in Bergamo scheiterte, dürfte die Gruppenunterscheidung im Zuge der späteren Verfolgungen noch während des 13. Jahrhunderts an Bedeutung verloren haben. Zu einer bedeutenden Abspaltung kam es im Jahr 1207, als der waldensische Gelehrte Durandus von Osca (in der deutschsprachigen Literatur oft: Durandus von Huesca) mit einer großen Anzahl von italienischen Glaubensbrüdern zur römischen Kirche zurückkehrte. Dabei legte Papst Innozenz III. eine Professio fidei Waldensibus praescripta, ein Glaubensbekenntnis, vor, das Durandus von Huesca und andere Waldenser, die zur Kirche zurückkehren wollten, ablegen mussten. Dieses Glaubensbekenntnis enthält allerdings auch den Widerruf von dualistischen Irrtümern, die von den Waldensern nicht vertreten wurden, sondern für die Katharer charakteristisch waren. Diese rückkehrwilligen Waldenser erhielten die Bezeichnung Katholische Arme (Pauperes Catholici) und gingen nach 1245 im Augustinerorden auf.
Innerhalb der waldensischen Gemeinschaften standen über den einfachen Gläubigen die waldensischen Prediger, die im deutschen Sprachraum auch Meister, Kunden oder Beichtiger genannt wurden. Im französischen Sprachraum wurden sie oft als Barben (okzitanisch: „Onkel“ – für einen Bibelkundigen) bezeichnet. Das Predigeramt konnte erst nach einer längeren Ausbildung erworben werden. Die Hauptaufgabe der Prediger bestand in der Predigt, der Missionierung und der Gewinnung von Spendengeldern bzw. der Verteilung von Einkünften. Gepredigt wurde sowohl auf Wanderschaft, die üblicherweise von zwei Predigern gemeinsam angetreten wurde, als auch in eigens eingerichteten Hausgemeinschaften bzw. Versammlungszentren, die als Schulen bezeichnet wurden. Obwohl das mittelalterliche Waldensertum eher flach organisiert war, bildete es trotz Verfolgung immer wieder regional übergeordnete Leitungsgremien aus. Leiter- bzw. Bischofsämter existieren im 13. Jahrhundert in Oberitalien und Österreich, im 14. Jahrhundert in Südfrankreich. Zudem wurden periodisch in der Provence und der Lombardei auch größere Versammlungen einberufen, die der internationalen Koordination dienten.
Im deutschen Sprachraum wurden die Waldenser in Ableitung des Namens Giovanni de Roncos oft als Rünkler bezeichnet. Ein besonders dichtes Netz an Versammlungszentren bestand im 13. Jahrhundert im österreichischen Donauraum. Der Begriff Waldenser (als Ableitung von Valdes) stellte ursprünglich eine Fremdbezeichnung dar und wurde von den Nachfahren des Valdes erst Anfang des 16. Jahrhunderts übernommen.

### Verurteilung und Verfolgung der mittelalterlichen Waldenser
Nach der Exkommunikation Valdes’ durch den Erzbischof von Lyon aufgrund des Streits um die Laienpredigt wurden die Armen von Lyon 1184 erstmals in dem von Papst Lucius III. nach dem Konzil von Verona verfassten Edikt Ad Abolendam als Häretiker aufgeführt, mit dauernder Exkommunikation belegt und mit schweren Strafsanktionen bedroht. Eine weitere Verurteilung erfolgte 1215 im Zuge des IV. Laterankonzils unter Papst Innozenz III. Im Jahre 1252 wurden die Waldenser in der von Papst Innozenz IV. verfassten Bulle Ad Extirpanda neuerlich namentlich verurteilt: „Cataros, … Valdenses, … et omnes Hereticos … perpetue damnamus infamia“ („für immer verurteilen wir die Katharer, Waldenser und alle Häretiker zur Ehrlosigkeit (‚Infamie‘)“). Ab den 1230/1240er Jahren begann die Verfolgung durch die Inquisition. Diese Verfolgungen waren meist regional und für kürzere Zeiträume organisiert. Aber auch außerhalb der inquisitorischen Nachstellungen wurden Waldenser von lokalen Machthabern verfolgt. Bis in die Neuzeit kam es immer wieder zu zahlreichen Versuchen, das Waldensertum auch physisch auszurotten, insbesondere in Italien, Savoyen, Frankreich, Deutschland, Österreich und Böhmen.
Am 22. Juni 2015 bat Papst Franziskus die Waldenser für die erlittenen Verfolgungen um Verzeihung.

### Spätere Entwicklungen
Im Zuge der heftigen Verfolgungen wurde die Missionstätigkeit der Waldenser schwer gestört. Hatten die Waldenser bis in die erste Hälfte des 13. Jahrhunderts in Südfrankreich, Norditalien und Österreich zunächst Bibelschulen und Versammlungszentren in eigenen Häusern eingerichtet, so mussten diese unter dem Verfolgungsdruck wieder aufgegeben werden. Die waldensischen Prediger mussten vermehrt im Geheimen wirken und widmeten sich nun kaum mehr der Mission, sondern verstärkt der Betreuung der verbliebenen eigenen Gemeinden. Im deutschsprachigen Raum gewann unter den Waldensern im 14. Jahrhundert die Beichte gesteigerte Bedeutung. Große Anziehungskraft für die deutschsprachigen Waldenser übte Anfang des 15. Jahrhunderts die Lehre des Jan Hus aus. Viele von ihnen schlossen sich deshalb den Hussiten an, insbesondere der hussitischen Gemeinschaft der Böhmischen Brüder (siehe auch: Friedrich Reiser). Danach existieren bis zur Wiederansiedelung der Waldenser im 17. Jahrhundert kaum mehr Hinweise auf Waldenser im deutschsprachigen Raum.
In Europa hielten sich waldensische Gemeinschaften vor allem in unzugänglichen Gebirgstälern der französisch-italienischen Alpen und – etwa ab 1480 – auch im provençalischen Luberon-Gebirge, bis sich viele Gemeinden Anfang des 16. Jahrhunderts der Reformation anschlossen. Im Jahr 1532 gründeten sie in den „Waldensertälern“ der Cottischen Alpen auf der Synode von Chanforan eine eigene reformierte Kirche. Als sie in den Verdacht der Häresie gerieten, übergaben sie dem Herzog von Savoyen im Jahr 1560 ihr Bekenntnis in Form der calvinistischen Confessio Gallicana. Es gilt in seiner Darmstädter Fassung von 1655 als offizielles Glaubensbekenntnis der Waldenser, obwohl sie sich in Deutschland mehrheitlich den lutherisch geprägten Landeskirchen anschlossen.
Auch in Kalabrien gab es Waldenser, die jedoch während der Gegenreformation (1561) weitgehend vernichtet wurden. Im Pragelato- und Perosatal konnten sich die Waldensergemeinden halten, bis sie von 1685 bis 1701 erneut verfolgt wurden. Knapp 3000 Protestanten flüchteten damals nach Genf und von dort weiter nach Deutschland, wo sie sich in eigenen Gemeinden niederlassen konnten.
Schließlich wurde am 17. Februar 1848 den italienischen Waldensern in einem Patent von Karl Albert I., dem König von Sardinien-Piemont, die Glaubensfreiheit zugestanden. Mit diesen Lettere Patenti erlangten die Waldenser zudem die bürgerliche Gleichberechtigung, d. h. auch das Recht der freien Berufswahl und das Recht auf Grunderwerb.

### Regionale Entwicklungen

#### Waldenser in Deutschland

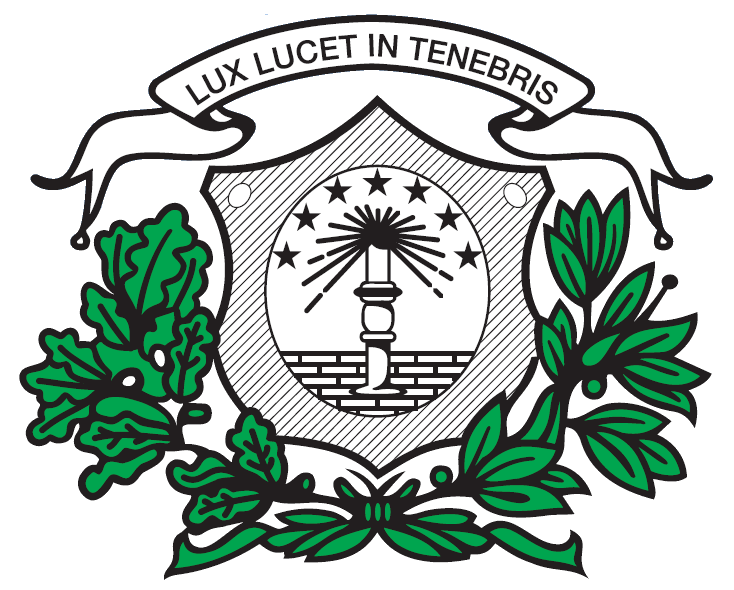
Wappen von Neuhengstett, bis 1711 Le Bourcet

Große Gruppen von Waldensern und Hugenotten, die 1698 aus dem Piemont vertrieben wurden, fanden Aufnahme in Hessen-Darmstadt, Hessen-Kassel, Hessen-Homburg, Nassau-Dillenburg, Baden-Durlach und im Herzogtum Württemberg. Sie gründeten neue waldensische Siedlungen unter anderem in Rohrbach, Wembach und Hahn (heute Stadtteile von Ober-Ramstadt), Walldorf (heute Stadtteil von Mörfelden-Walldorf), Dornholzhausen (heute Stadtteil von Bad Homburg vor der Höhe), Gottstreu und Gewissenruh (heute Ortsteile der Gemeinde Wesertal), Charlottenberg (heute ein Ort in der Verbandsgemeinde Diez) und in mehreren Ortschaften im Herzogtum Württemberg, wo Herzog Eberhard Ludwig von Württemberg den vertriebenen Waldensern die Ansiedelung erlaubte. Unter der Leitung des Pfarrers Henri Arnaud besiedelten die Vertriebenen eine abgelegene, durch den Dreißigjährigen Krieg entvölkerte und menschenarme Gegend im Nordwesten des Herzogtums, nahe dem Ort Ötisheim im jetzigen Ortsteil Schönenberg, in dem sich heute im ehemaligen Wohnhaus von Henri Arnaud ein Waldensermuseum befindet. Die Waldenser legten dort bei ihrer Ankunft Sümpfe trocken und pflanzten unter anderem Kartoffeln an, die bis dahin bei den Einheimischen unbekannt waren. Somit hängt die Niederlassung der Waldenser in Süddeutschland unmittelbar mit der Verbreitung der Kartoffel zusammen. Der Einführung der Kartoffel wurde sogar eine Erinnerungstafel gewidmet, die in Schönenberg am Haus von Henri Arnaud angebracht ist.
Das Recht der freien Religionsausübung wurde den reformierten Waldensern ausdrücklich zugesichert. Die Gottesdienste wurden bis ins frühe 19. Jahrhundert in einer okzitanischen Mundart gehalten. Obwohl sich die württembergische Siedlung als die dauerhaftere erwies, ging auch sie Anfang des 19. Jahrhunderts in der evangelisch-lutherischen Landeskirche auf.
Zwischen Pforzheim und Stuttgart erinnern heute noch Ortsnamen wie Pinache, Perouse, Corres, Sengach oder Serres an die alten Waldenseransiedlungen. Weiter nördlich finden sich Großvillars, das heute zu Oberderdingen gehört, oder Kleinvillars, das heute ein Stadtteil von Knittlingen ist, und Dürrmenz (Waldenserstraße), Ortsteil von Mühlacker. Untermutschelbach, ehemals Teil der Gemeinde Mutschelbach und heute Ortsteil von Karlsbad, ist eine Waldensergemeinde. Auch Nordhausen (heute Ortsteil der Gemeinde Nordheim) als einziger Waldenserort des Regionalverbands Heilbronn-Franken, Neuhengstett bei Calw sowie die Karlsruher Stadtteile Welschneureut und Palmbach sind aus Waldensersiedlungen entstanden; im letzteren erinnert der Waldenserweg an die Gründung 1701. Schon im Ortsbild mit seinen straßenseitigen Giebeln lässt sich die besondere Siedlungsstruktur der Waldenserdörfer noch heute in diesen Orten erkennen. Auch die französischen Familiennamen vieler Bewohner, wie Cordier, Gille, Roux, Granget, Conle, Common, Vallon, Jourdan, Jouvenal, Piston, Richardon, Servay, Talmon, Ayasse, Conte, Baral, Gay, Orcellet oder Salen erinnern noch an die Herkunft aus Savoyen. In Stuttgart existiert zudem eine von der Landeskirche unabhängige italienischsprachige Waldensergemeinde mit 90 Mitgliedern.

#### Waldenser in der Neumark und Pommern
Friedrich Wilhelm I. (Preußen) waren in seiner Amtszeit (1713–1740) bemüht, wie seine Vorfahren, sich beim König von Sardinien für die verfolgten und vertriebenen Waldenser, einer Sekte der Brüder vom freien Geiste, einzusetzen. So bot er an 500 Familien in der Neumark Königsberg anzusiedeln. Es kamen nur wenige in die Orte wie, Königsberg, das Vorwerk Schöneberg (Schonenberg), Bernikow nordwestlich nach Schwedt zu Grabow, südwestlich nach Zehden, Wrechow und Mohrin, zu Klein und Gross Mantel, Klempzow, Dölzig, Selchow und dabei Grüneberg, an der Oder Küstrinchen, Zellin, Kalenzig, landeinwärts Dermietzel wieder nördlich Voigtsdorf, Schulzendorf, Bärwalde und nördlich davon Falkenwalde, Gräfendorf, Gossow, Nordhausen, nach Mohrin, zu Bellin weiter östlich Warnitz, Babin, mit Brügge und südwestlich Rosenthal, Conradesdorp soll bei Mohrin sein, welches 1433 von den Hussiten zerstört wurde. Über das Schicksal der dort angesiedelten Waldenser, liegen bis jetzt keine Aufzeichnungen vor.

#### Waldenser in Österreich
Auch in Österreich gab es im 13. und 14. Jahrhundert waldensische Gemeinschaften. Nachweisbar sind sie hier seit der ersten Hälfte des 13. Jahrhunderts. Ihr Hauptverbreitungsgebiet lag im südlichen Donauraum vom Salzkammergut bis zum Wienerwald. In diesem Gebiet fand die Inquisition erstmals etwa um 1260 in über vierzig waldensische Gemeinschaften statt, wovon viele mit halböffentlichen Versammlungszentren („Schulen“) ausgestattet waren.
Bis zum Einsetzen der Inquisition kann von einer Duldung der Nachbarn waldensischen Glaubens durch die katholische Mitbevölkerung ausgegangen werden. Die Inquisition ab etwa 1260 drängte die Waldenser in den Untergrund, es kam zu zahlreichen Hinrichtungen. Neuerlich verfolgt wurden die Waldenser 1311–1315 in den Gebieten um Steyr, St. Pölten, Wien und Krems sowie um etwa 1370 im Gebiet von Steyr, das als Hochburg des Waldensertums gesehen wird. Im Zuge der letztgenannten Verfolgungswelle kehrten einige hochrangige Mitglieder der Waldensergemeinde zum Katholizismus zurück und griffen ihre ehemaligen Mitbrüder in Pamphleten an. Unter dem Inquisitor Petrus Zwicker kam es von 1391 bis 1402 neuerlich zu schweren Verfolgungen, u. a. in Steyr, Enns, Hartberg (Steiermark), Ödenburg und Wien. 1397 wurden in Steyr zwischen 80 und 100 Waldenser verbrannt, woran dort ein 1997 errichtetes Denkmal erinnert. Im 15. Jahrhundert verlieren sich die Spuren der österreichischen Waldenser. Die Ursachen hierfür sind nicht geklärt. Vermutet wurde auch ein Aufgehen der österreichischen Waldenser im Hussitentum oder der durchschlagende Erfolg der Inquisition durch Petrus Zwicker.

#### Waldenser in der Schweiz
Im Jahre 1532 auf einer Synode in Chanforan bei Angrogna fanden die Waldenser den Anschluss an den Calvinismus, anschließend fanden sie Aufnahme bei den reformierten Städten. So entstanden die Waldensergemeinden außerhalb Italiens. Im Jahre 1689 zogen sie in der „Glorreichen Rückkehr“ mehrheitlich wieder in ihre Heimat, doch Spuren blieben zurück. Reformierte Auswanderer aus Italien in die Schweiz, darunter auch viele Waldenser, waren darauf angewiesen, ihre Gottesdienste in ihrer Sprache feiern zu können. So entstanden im 20. Jahrhundert Neugründungen verschiedener „Chiese valdesi“ oder „Chiese evangelice di lingua italiana“, die heute immer noch aktiv sind. Die meisten Gemeinden der Waldenser sind heute eingebettet in die jeweiligen reformierten Kantonalkirchen. Auch gibt es in reformierten Kreisen ein Waldenserkomitee sowie weitere Waldenser Unterstützungsorganisationen.

## Gegenwart

### Die italienischen Waldenser seit 1848

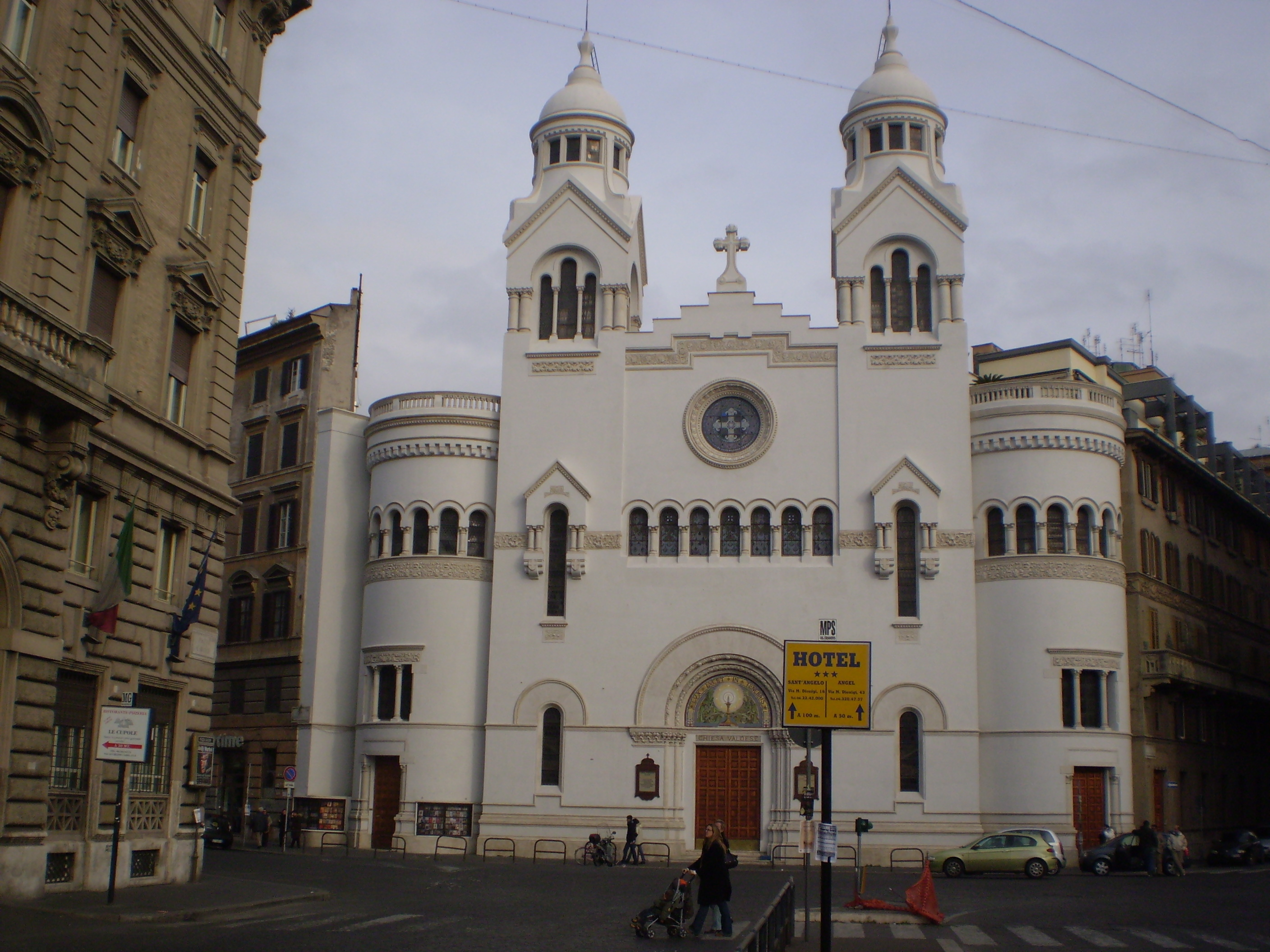
Waldenser-Kirche auf der Piazza Cavour in Rom

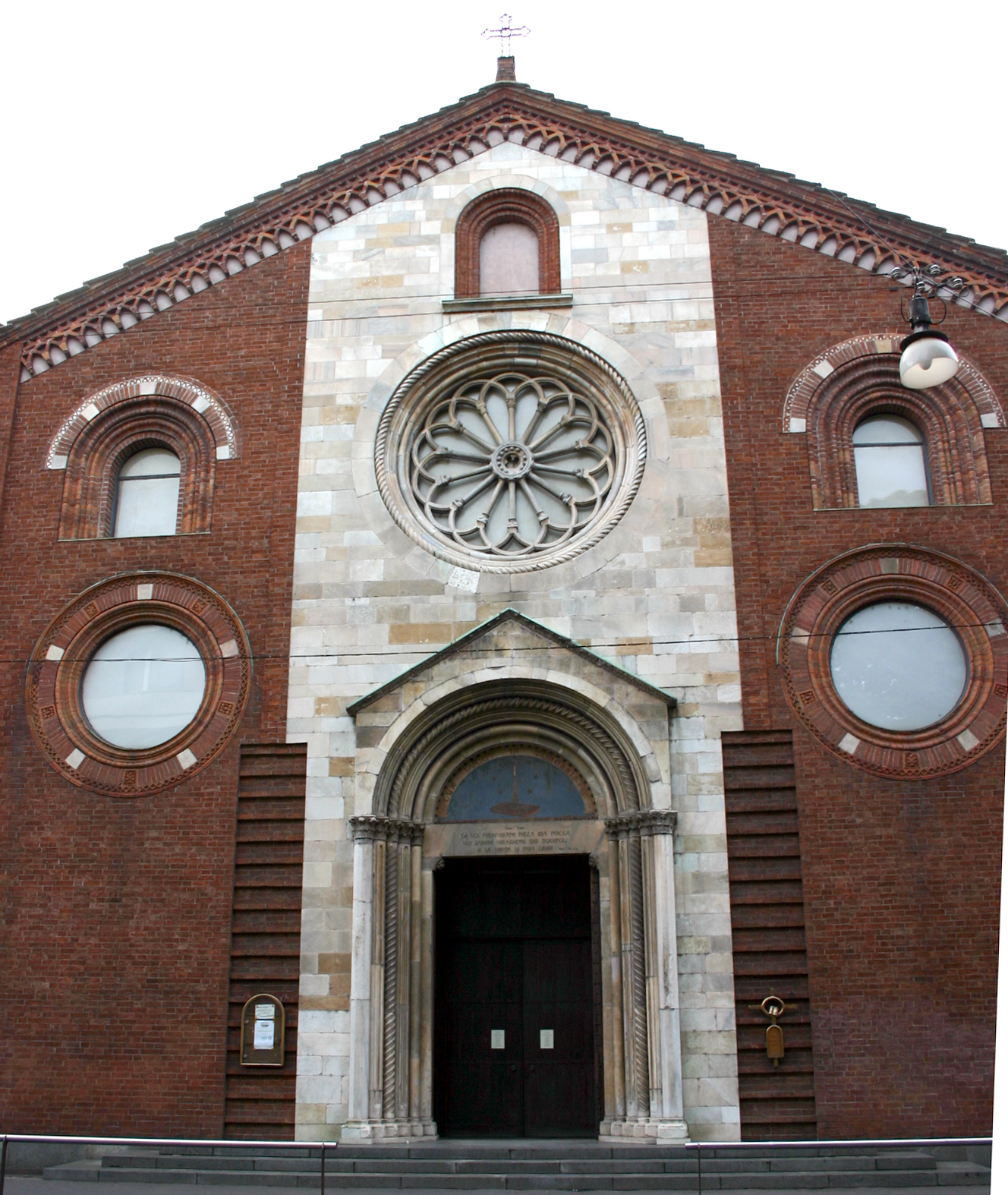
Waldenser-Kirche in Mailand

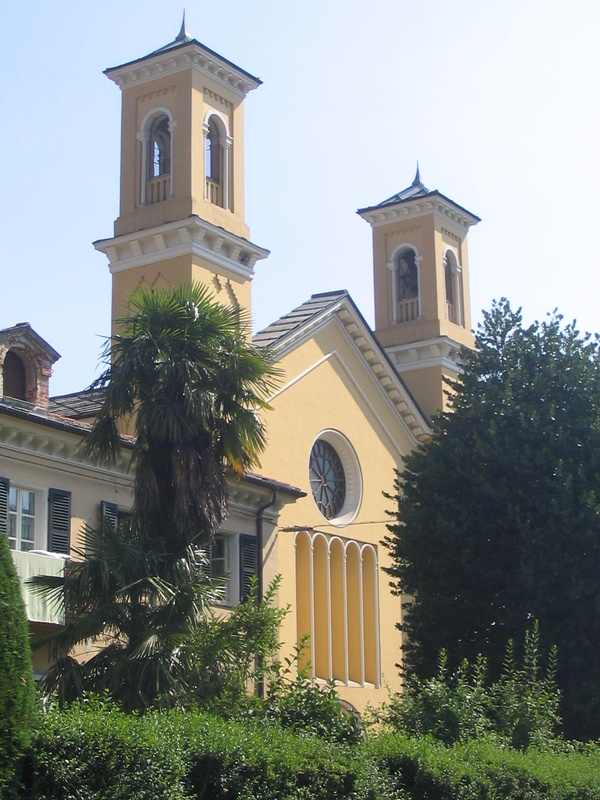
Waldenser-Kirche in Torre Pellice

Nach der Zuerkennung ihrer religiösen Rechte und bürgerlichen Freiheit im Jahre 1848 ging für die Waldenser eine fast 700-jährige Zeit der Verfolgung, Vertreibung und Unterdrückung zu Ende. Die Lettere Patenti sicherten ihnen das Recht der freien Berufswahl und das Recht auf Grunderwerb zu. Noch heute wird in den italienischen Waldensergemeinden die Unterzeichnung der Lettere Patenti jedes Jahr am 17. Februar festlich begangen.
Ab 1848 gründeten die Waldenser in ganz Italien verschiedene soziale Einrichtungen, darunter Altenheime, Kinderheime, Schulen und Begegnungszentren wie zum Beispiel Agape in Prali (Provinz Turin). Um diese herum entstanden die heutigen Gemeinden der waldensischen Diaspora, die in ganz Italien verstreut sind. Geografisches Zentrum der Waldenser bilden nach wie vor die sogenannten Waldenser Täler in den Cottischen Alpen westlich von Turin, wo sich die meisten und größten Gemeinden finden. Das theologische Zentrum in Form einer theologischen Fakultät liegt hingegen in Rom, wo auch die tavola – die demokratisch gewählte Kirchenverwaltung und der gewählte Repräsentant, der moderatore, ihren Sitz haben.
Im Jahre 1855 entstand in Torre Pellice die Facoltà Valdese di Teologia (Waldensische Theologische Fakultät); 1922 wurde sie nach Rom (Via Pietro Cossa 42; Nähe Piazza Cavour) verlegt. Während des Faschismus (1922–1945) wurden die Waldensergemeinden unter staatliche Beobachtung gestellt; Protestanten durften auf Grund der privilegierten Beziehung des Regimes zur katholischen Kirche keine öffentlichen Ämter bekleiden, die französische Sprache wurde, auch im Gottesdienst, verboten, ebenso die Kirchenpresse. Viele piemontesische Waldenser schlossen sich daher während des Zweiten Weltkriegs der Resistenza gegen das Regime Mussolinis und die deutsche Besatzung Norditaliens an, dort vor allem den Partisanengruppen der Partito d’Azione, was bei den faschistischen Behörden zu der Ansicht „I valdesi sono tutti ribelli – Die Waldenser sind alle Rebellen“ führte.
Mit der italienischen Verfassung von 1948 wurden alle Religionen (neu: „confessioni“) vor dem Gesetz gleichgestellt und die freie Religionsausübung garantiert. Das 1929 geschlossene Konkordat zwischen Staat und Vatikan wurde darin jedoch bestätigt und die katholische Kirche blieb bis 1984 Staatsreligion. Erst nach der Revision des Konkordates wurde zwischen dem italienischen Staat und der Tavola der Waldenser ein Vertrag (Intesa) abgeschlossen, der erlaubte, auch staatliche Leistungen zu beanspruchen.
Von der Einführung der italienischen Mandatssteuer hat die Kirche finanziell profitiert: Mehr als 400.000 Italiener entscheiden sich regelmäßig, einen Teil ihrer Steuern für die Unterstützung der Kirche zu bestimmen, die damit allerdings nur soziale und kulturelle Projekte unterstützt, nicht die eigene kirchliche Arbeit.
Im Januar 2005 wurde in der norditalienischen Stadt Pinerolo bei Turin ein Denkmal zur Erinnerung an die Verfolgung der Waldenser durch die katholische Inquisition enthüllt. Es ist das erste ökumenische Monument in Italien überhaupt und wurde von der Waldenser-Kirche und dem katholischen Bischof von Pinerolo in Auftrag gegeben. Die vom österreichischen Bildhauer Gerald Brandstötter in Bronze gestaltete Rundplastik hat die Form einer großen Flamme und soll die Verbrennung der Waldenser durch die Inquisition darstellen. Hoffnung und Versöhnung symbolisiert eine Mädchengestalt mit erhobenen Händen und mit Blick zum Himmel.

### Weltweite Diaspora
Infolge der italienischen Auswanderungswelle 1880–1914 leben heute rund 13.300 Waldenser in Argentinien und Uruguay. Außerhalb Italiens leben weltweit heute etwa 50.000 Mitglieder der Waldenser-Kirche, darunter 400 in sechs Gemeinden der Chiesa Evangelica di lingua italiana in der Schweiz. Hinzu kommen einige Waldenser, die sich, wie in Deutschland (etwa 4000 Personen), in Frankreich und in den US-Bundesstaaten New York und North Carolina dortigen evangelischen Kirchen angeschlossen haben.

### Waldenser in Deutschland
Selbständige Waldensergemeinden gibt es in Deutschland bereits seit 1830 nicht mehr, diese wurden in die jeweiligen Evangelischen Landeskirchen eingegliedert. Ehemalige deutsche Waldensergemeinden befinden sich in Neuhengstett, Karlsruhe-Neureut, Charlottenberg, Schwabendorf, Todenhausen, Mörfelden-Walldorf, Dornholzhausen, Ötisheim-Schönenberg mit Sitz der Deutschen Waldenservereinigung und -Corres, Ober-Ramstadt -Rohrbach und -Wembach-Hahn, Waldensberg, Palmbach, Großvillars, Kleinvillars, Nordheim-Nordhausen, Perouse, Pinache, Sengach, Serres, Wurmberg mit ehemaligem Waldenser-Ortsteil Lucerne, Gewissenruh und Gottstreu, wo seit 1991 auch ein Waldensermuseum besteht.

## Deutsch-italienische Aussöhnungsansätze nach 1945
Theophil Wurm hatte sich für die Stuttgarter Schulderklärung verwendet und begann, sich auf Basis der württembergischen Diasporabeziehungen aktiv für eine Aussöhnung mit Frankreich und Italien einzusetzen. Die 1948 stattfindende Hundertjahrfeier des Statuto Albertino wurden zum Anlass genommen, mit Vertretern der EKD wie der lokalen Waldensergemeinden in Austausch zu kommen. Im Jahre 1949 wurde der Moderator der Tavola Valdese, Guglielmo Del Pesco (1889–1951), nach Maulbronn eingeladen, um dort die 250-Jahr-Feier der Waldensischen Emigration nach Deutschland mit zu begehen. Er konnte aus gesundheitlichen Gründen nicht erscheinen, sein Gesandter, A. Jalla, ein Lehrer der 1945 noch hasserfüllt gegen alles Deutsche gewesen war, nahm aktiv an den Feierlichkeiten und Aussöhnungsbemühungen teil. Die erste Städtepartnerschaft zwischen Deutschland und Frankreich wurde 1950 zwischen Ludwigsburg und der protestantischen Enklave Montbéliard unterzeichnet, ebenso auf Basis der Verbindungen der Württembergischen Landeskirche. Das Gustav-Adolf-Werk der EKD unterstützt die italienischen Diasporagemeinden der Waldenser bis heute.

## Zeittafel zur Geschichte der Waldenser
| Jahr      | Ereignis |
| --------- | --- |
| 1177      | Valdes wird Wanderprediger und begründet die Glaubensgemeinschaft in Lyon. |
| 1179      | Die Waldenser ersuchen Papst Alexander III. um die Genehmigung ihrer Predigttätigkeit. |
| 1182–1183 | Vertreibung der Waldenser aus Lyon. Beginn der Ausbreitung der Gemeinschaft. |
| 1184      | Papst Lucius III. verurteilt auf dem Konzil von Verona die Waldenser erstmals als Häretiker. |
| 1218      | Valdes stirbt vor diesem Datum. Die Waldenser halten in diesem Jahr in Bergamo eine Konferenz über Glaubens- und Organisationsfragen ab. |
| 1231      | Waldenser sind in Trier. Erste sichere Nachricht über Waldenser in Deutschland. |
| 1335–1353 | Verfolgung der Waldenser in Südböhmen unter Inquisitor Gallus von Neuhaus |
| 1391–1398 | schwere Verfolgungen in Deutschland und Österreich durch die Inquisition unter Petrus Zwicker |
| 1458      | Der Waldenser Prediger Matthäus Hagen wurde am 28. April vom Inquisitor Johann Cannemann der weltlichen Gerichtsbarkeit übergeben und wenig später auf dem „Neuen Markt“ vor der Berliner Marienkirche auf dem Scheiterhaufen verbrannt. |
| 1532      | Die Waldenser der Cottischen Alpen, des Luberon und Kataloniens schließen sich der Reformation an. |
| 1545      | Verfolgung der Waldenser im Luberon |
| 1560      | Die piemontesischen Waldenser, die sich schon 1532 der reformierten Kirche angeschlossen hatten, übergaben 1560 dem Herzog von Savoyen die Confessio Gallicana als ihr Bekenntnis. In der gekürzten und bearbeiteten Form von 1655 gilt sie noch heute als Bekenntnisschrift der Waldenser. |
| 1560–1561 | Die waldensischen Gemeinden in Kalabrien und Katalonien werden ausgelöscht. |
| 1655      | Viele Waldenser des Piemont fallen einem Massaker zum Opfer. |
| 1685      | Der französische König Ludwig XIV. (Louis XIV.) verbietet die evangelisch-reformierte Kirche im Chisonetal. Die dort ansässigen Waldenser fliehen in die Schweiz und nach Deutschland. |
| 1687      | Die piemontesischen Waldenser werden durch den Herzog von Savoyen vertrieben. |
| 1689      | Glorreiche Rückkehr – die piemontesischen Waldenser verlassen ihr Schweizer Exil und kehren zurück. |
| 1698      | Die französischen Waldenser werden wieder aus dem Piemont vertrieben. Sie finden Aufnahme in Deutschland. |
| 1699–1701 | In Südhessen, Württemberg und Baden kommt es zur Gründung von Waldenserkolonien. |
| 1805–1830 | Ende der deutschen Waldensergemeinden; sie werden in die bestehenden evangelischen Landeskirchen integriert. |
| 1834      | Alexis Muston veröffentlicht seine Arbeit „Histoire des Vaudois des vallées du Piémont et de leurs colonies, depuis leur origine jusqu’à nos jours“ über die Geschichte der Waldenser und muss deswegen ein Jahr später fliehen. Durch das Buch angeregt reisen vermehrt englische und deutsche Protestanten in die Waldensertäler und helfen dort beim Aufbau von Gemeinden und Bildungsstrukturen. |
| 1848      | Die Waldenser erhalten im Königreich Sardinien-Piemont am 18. Februar 1848 volle bürgerliche Rechte. Bei der Gründung des italienischen Nationalstaates 1861 wird diese Regelung beibehalten, die Waldenser-Kirche wird grundgesetzlich toleriert (culto tolerato). |
| 1850      | Durch Armut bedrängt verlassen viele Waldenser die Waldensertäler in Richtung der Neuen Welt. |
| 1929      | Mit dem Konkordat zwischen Mussolini und dem Papst als Teil der Lateranverträge vom 11. Februar 1929, die die Römische Frage klären, wird die katholische Kirche italienische Staatsreligion. Die Waldenser-Kirche wird in Italien gesetzlich zugelassen (culto ammesso). |
| 1948      | In der italienischen Verfassung werden alle Religionen (neu: confessioni) vor dem Gesetz gleichgestellt und die freie Religionsausübung garantiert. Das Konkordat von 1929 wird bestätigt. |
| 1975/1979 | Vereinigung der italienischen Waldenser mit den italienischen Methodisten zur Chiesa Evangelica Valdese. |
| 1984      | Nach Aufhebung des Konkordats wird der bereits in der Verfassung von 1948 enthaltene Auftrag, von Seiten des Staates Verträge (Intesa) mit den Einzelkirchen abzuschließen, für die Waldenser-Kirche 1984 umgesetzt. |
| 2010      | Die Waldenser-Kirche wird Mitglied in der Weltgemeinschaft Reformierter Kirchen. |
| 2015      | Erstmals bittet mit Franziskus ein Papst für die Verfolgung im Mittelalter um Entschuldigung. |